# شوگو سوزوکی (بازیگر، متولد ۱۹۸۳)
شوگو سوزوکی (انگلیسی: Shogo Suzuki؛ زادهٔ ۴ فوریهٔ ۱۹۸۹) بازیگر است.